# Claude François Xavier Millot
Claude-François-Xavier Millot, mais conhecido por Abbé Millot ou Abade Millot (Ornans, 5 de Março de 1726 — Paris, 20 de Março de 1785) foi um clérigo e historiador francês.

## Biografia
Millot entrou muito jovem na Companhia de Jesus, formando-se no seu seio, passando a ensinar em diversos dos seus colégios, com destaque para o de Lyon onde ensinou retórica. Tendo entrado em ruptura com a ortodoxia jesuítica por fazer o elogio dos princípios filosóficos de Montesquieu, abandonou a Companhia.
Foi nomeado grande-vigário pelo arcebispo de Lyon, Millot escreveu diversas obras de carácter histórico, obtendo em 1768 uma cadeira de história no Colégio dos Nobres fundado em Parma pelo marquês de Felino.
Foi eleito membro da Académie Française no ano de 1777, sendo nomeado preceptor de Louis Antoine Henri de Bourbon-Condé, o duque de Enghien, em 1778.

## Obras publicadas
- Discours sur cette question, S'il est plus difficile de conduire les hommes que de les éclairer, lu à la séance publique de la Société Royale des Sciences & Belles-Lettres de Nancy le 8 mai 1765, par l'Abbé Millot, Aumônier du Roi de Pologne, de l'Académie de Lyon & de Nancy, Nancy, G. Regnault, 1765. Documento digitalizado.
- Éléments de l'histoire de France, depuis Clovis jusqu'à Louis XV, 1767-1769 (tome 2, Paris, Durand neveu, 1768, par l'abbé Millot, "Ancien Grand-Vicaire de Lyon, Prédicateur ordinaire du Roi, des Académies de Lyon & de Nancy", documentado digitalizado em gallica). Várias edições.
- Élémens de l’histoire d’Angleterre, depuis son origine sous les Romains, jusqu’au regne de George II, Paris, Durand neveu, 1769, 3 volumes. Várias edições (3ª em 1776).
- Éléments d'histoire générale ancienne et moderne, 1772-1783, 9 volumes (volume 1, História antiga , Paris, Prault, 1772; volume 2, História moderna , Paris, Prault, 1773). Traduzido para alemão (1777-91), dinamarquês (1775), holandês (1776), inglês (1778), sueco (1777), italiano (1778), português (1780), espanhol (1791) .
- Histoire littéraire des troubadours contenant leurs vies, des extraits de leurs pièces, et plusieurs particularités sur les mœurs, les usages et l'histoire du douzième et du treizième siècle, d'après les recherches de Jean-Baptiste de La Curne de Sainte-Palaye, Paris, Durand sobrinho, 1774, 3 volumes.
- Mémoires politiques et militaires pour servir à l'histoire de Louis XIV et de Louis XV, composés sur les pièces originales recueillies par Adrien-Maurice, duc de Noailles, maréchal de France, ministre d'État (2e édition, Paris, Moutard, 1777).
- Élémens de l'histoire d'Allemagne - 3 tomes, em Paris, no Le Normant, 1807 (obra póstuma publicada a partir do manuscrito original).